# Aquaeductus mesencephali
Der Aquaeductus mesencephali, auch Aquaeductus cerebri, Aquaeductus Sylvii (Aquädukt des Sylvius) oder seltener Sylviussche bzw. Sylvische Wasserleitung genannt (nach Franciscus Sylvius), ist ein Teil des Ventrikelsystems des Gehirns und zählt somit zu den inneren Liquorräumen.

Das Ventrikelsystem mit dem Aquaeductus mesencephali (rot)

## Anatomie
Der Aquaeductus mesencephali durchzieht das Mesencephalon (Mittelhirn) und verbindet den III. mit dem IV. Hirnventrikel. Ventral wird er vom Tegmentum mesencephali (Mittelhirnhaube) und dorsal von der Lamina tecti (Vierhügelplatte) begrenzt. Er wird, wie alle inneren Liquorräume, von einem einschichtigen, kubischen Epithel ausgekleidet, das man Ependym nennt und das sich aus dem Neuroepithel während der Embryonalentwicklung der Hirnanlage differenziert. Die gesamte Struktur wird vom periaquäduktalen Grau (Substantia grisea periaquaeductalis) umgeben. 
Der „Aquädukt des Sylvius“ ist eine der Engstellen des Liquorsystems. Sein Verschluss oder eine Verengung führt zu Abflussstörungen des Liquors (Aquäduktstenose) und kann in einem Hydrocephalus internus münden.
1918 hatte Constantin von Economo am Übergang des dritten Hirnventrikels in den Aquaeductus ein Schlafsteuerungszentrum entdeckt.